# Strogen
Die Strogen (Schreibweise auch Strogn) ist ein über 32 km langer rechter Nebenfluss der Sempt.

## Name
Die Strogen wurde erstmals im Jahr 819 („iuxta fluvium Strogam“) urkundlich erwähnt. Der Name leitet sich möglicherweise vom vorgermanischen Adjektiv *sru-kó- mit der Bedeutung „strömend; Strom, Fluss“ ab und wurde im Althochdeutschen als Strō-aga „die Strohige“ eingedeutet.

## Geographie

### Verlauf
Die Strogen entspringt wenig nördlich des Weilers Loiperding der Gemeinde Buch am Buchrain im oberbayerischen Landkreis Erding. Sie fließt durchweg in etwa nördlicher Richtung, an Walpertskirchen westlich vorbei, zwischen den nach ihr benannten Orten Oberstrogn und Unterstrogn der Gemeinde Bockhorn hindurch, durchquert dann Fraunberg, Markt Wartenberg und Langenpreising. Dort zweigt nach rechts der Strogenkanal ab, der in wenig Abstand ebenfalls nordwärts läuft. Zuletzt wechseln beide Gewässerarme auf das Gebiet der Stadt Moosburg an der Isar im Landkreis Freising über und münden kurz nacheinander bei deren Weiler Troll von rechts in den Isar-Zufluss Sempt.

Die Strogen in Hecken (Gemeinde Bockhorn)

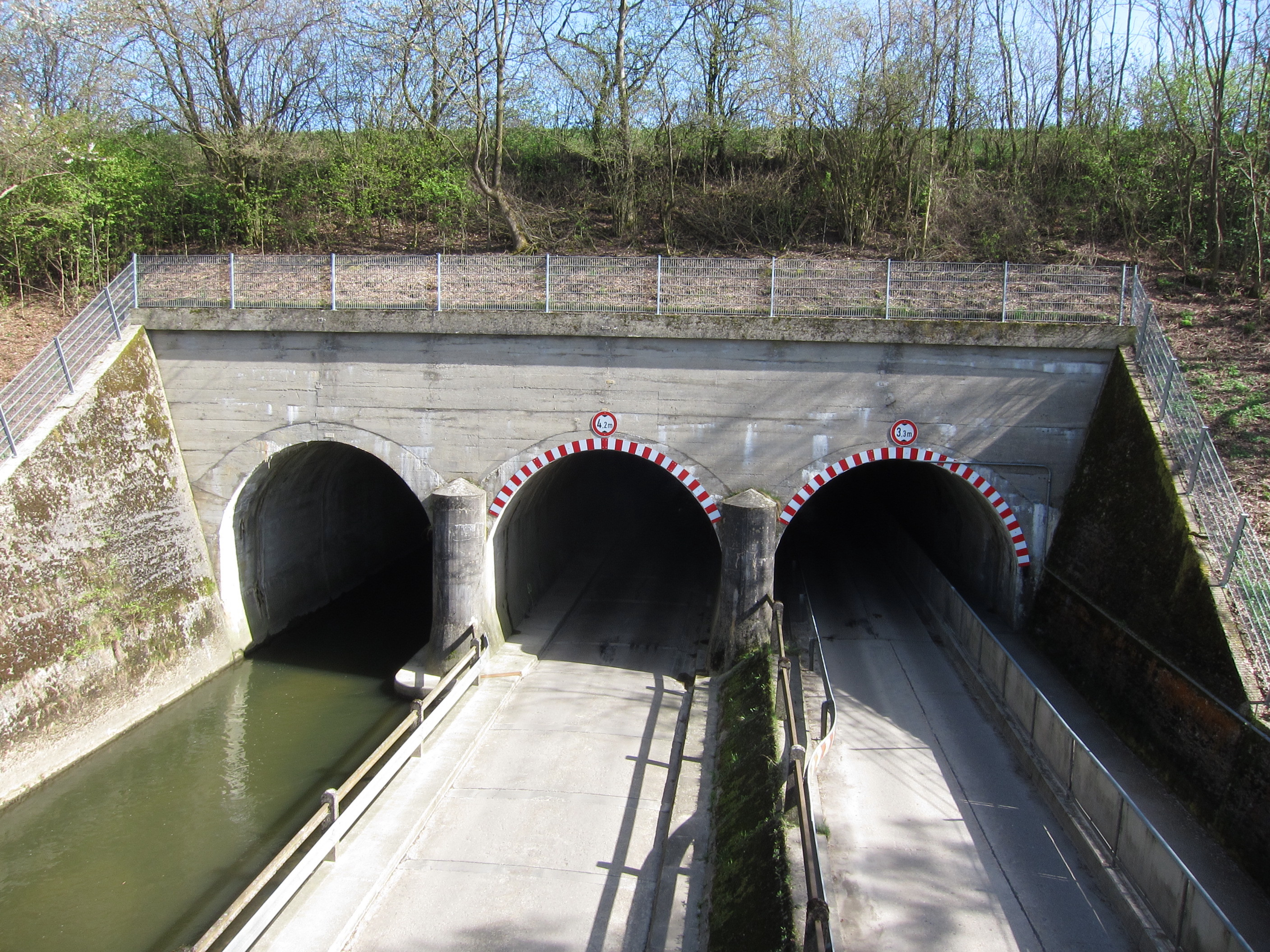
Strogen-Unterführung (links) unter dem Mittlere-Isar-Kanal bei Appolding

### Zuflüsse
Auswahl. Teils mit Längen und Einzugsgebieten.
- Hammerbach, von rechts bei Walpertskirchen-Operding, 10,3 km und 15,4 km².
Die Strogen hat bis zu diesem Zufluss erst eine Länge von 7,4 km und ein Einzugsgebiet von 10,1 km².
- Schwaberbach, von rechts bei Walpertskirchen-Operding
- Kollinger Bächlein, von links bei Bockhorn-Kölling, 5,1 km mit dem Oberlauf Ringeldorfer Graben und 7,8 km².
- Schollbächlein, von links in Bockhorn-Salmannskirchen
- Kinzlbach oder Freibach, von rechts gegenüber von Bockhorn-Thal, 6,3 km und 7,8 km².
- Hochbach, von rechts unterhalb von Bockhorn-Unterstrogn, 2,9 km (ohne Oberläufe) und 14,9 km².
- Eschlbacher Bach, von rechts am Rand von Bockhorn-Hecken
- Auweggraben, von links bei Fraunberg-Grafing
- Hündlbach, von rechts bei Fraunberg-Helling
- Bachhamer Bach, con rechts am Südrand von Fraunberg
- Fraunberger Möslgraben, von links über den Graben des Wasserschlosses in Fraunberg
- Schwarzer Graben, von links kurz vor Fraunberg-Riding
- Baumberger Bach, von rechts durch Riding
- (Abgang des Flutkanals), nach links bei Riding
- Auerbächlein, von rechts in die Strogen selbst an der Zaglmühle von Wartenberg
- Kaisergraben, von links in den Flutkanal gegenüber von Wartenberg-Altweg
- Klinggraben, von links in den Flutkanal am Südrand von Wartenberg
- (Rücklauf des Flutkanals), von links am Südrand von Wartenberg
- Hofer Bach, von rechts gegenüber von Langenpreising-Appolding
- (Überquerung durch den Mittlere-Isar-Kanal), bei Appolding
- (Abgang des Strogenkanals), nach rechts am Südrand von Langenpreising, 3,0 km und 3,3 km²